# ゲンクワニン
ゲンクワニン（Genkwanin）は、O-メチル化されたフラボンで、フラボノイドの一種である。ゲンクワニンは、セイヨウヤマハンノキの種子から発見された。ローズマリーの成分としても含まれている。
香木として知られている沈香（伽羅木）の葉部はタイで健康茶として利用されており、沈香葉は腸の蠕動運動を促進し、排便を促し、その活性物質がゲンクワニン配糖体であることが知られている。